# Phyllocnistis tropaeolicola
Phyllocnistis tropaeolicola là một loài loài bướm thuộc họ Gracillariidae. Loài này chỉ có ở Cerro de la Muerte, Villa Mills, ở độ cao 3.100 m ở Cordillera de Talamanca thuộc Costa Rica.

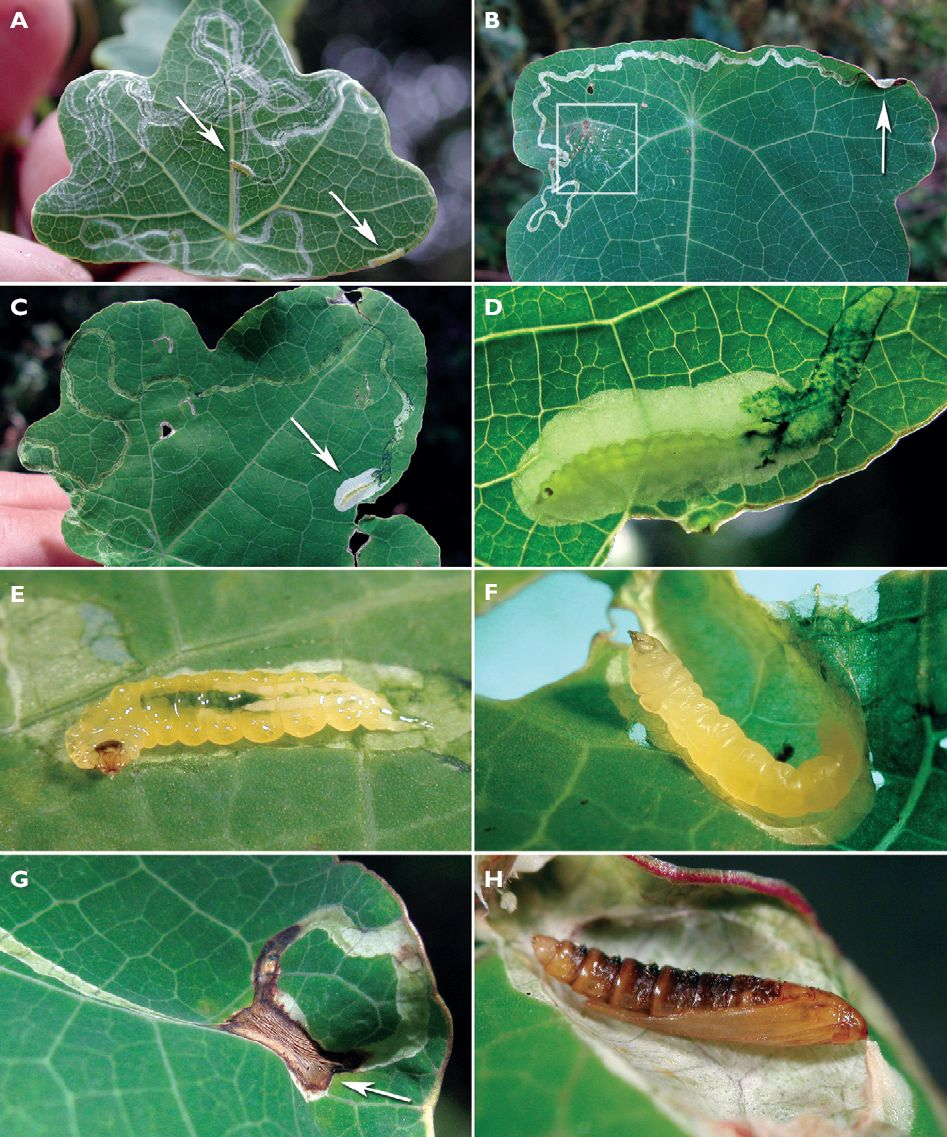

Chiều dài cặp cánh trước từ 2,6-5,0 mm.
Ấu trùng ăn các loài Tropaeolum emarginatum.